# Tramwaje w Dnieprze

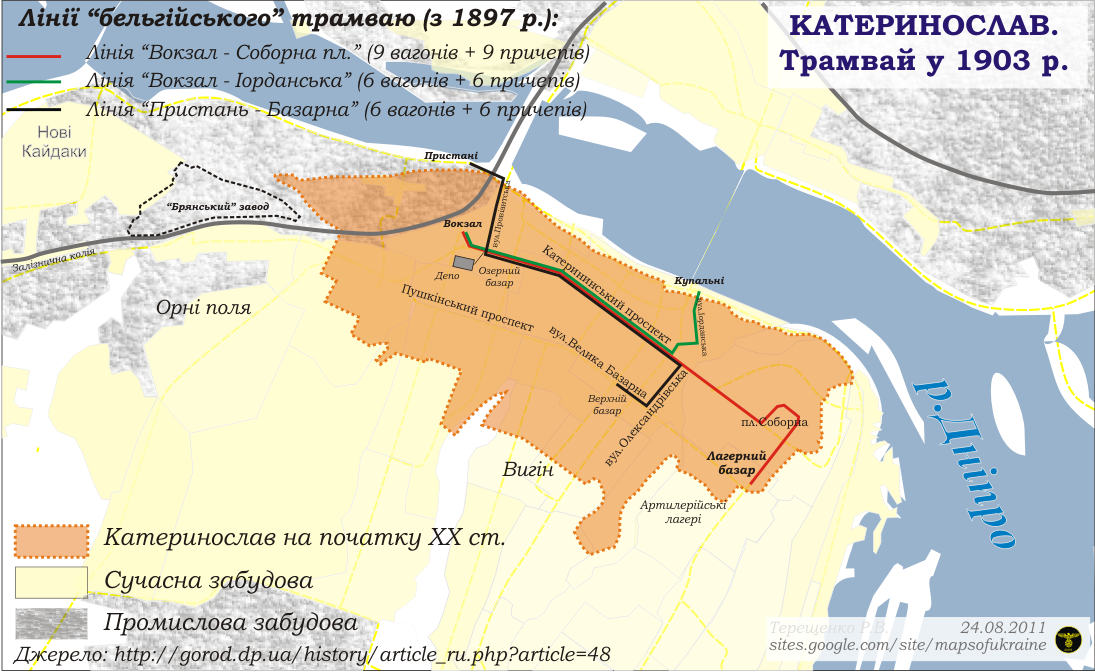
Schemat sieci tramwajowej w 1906

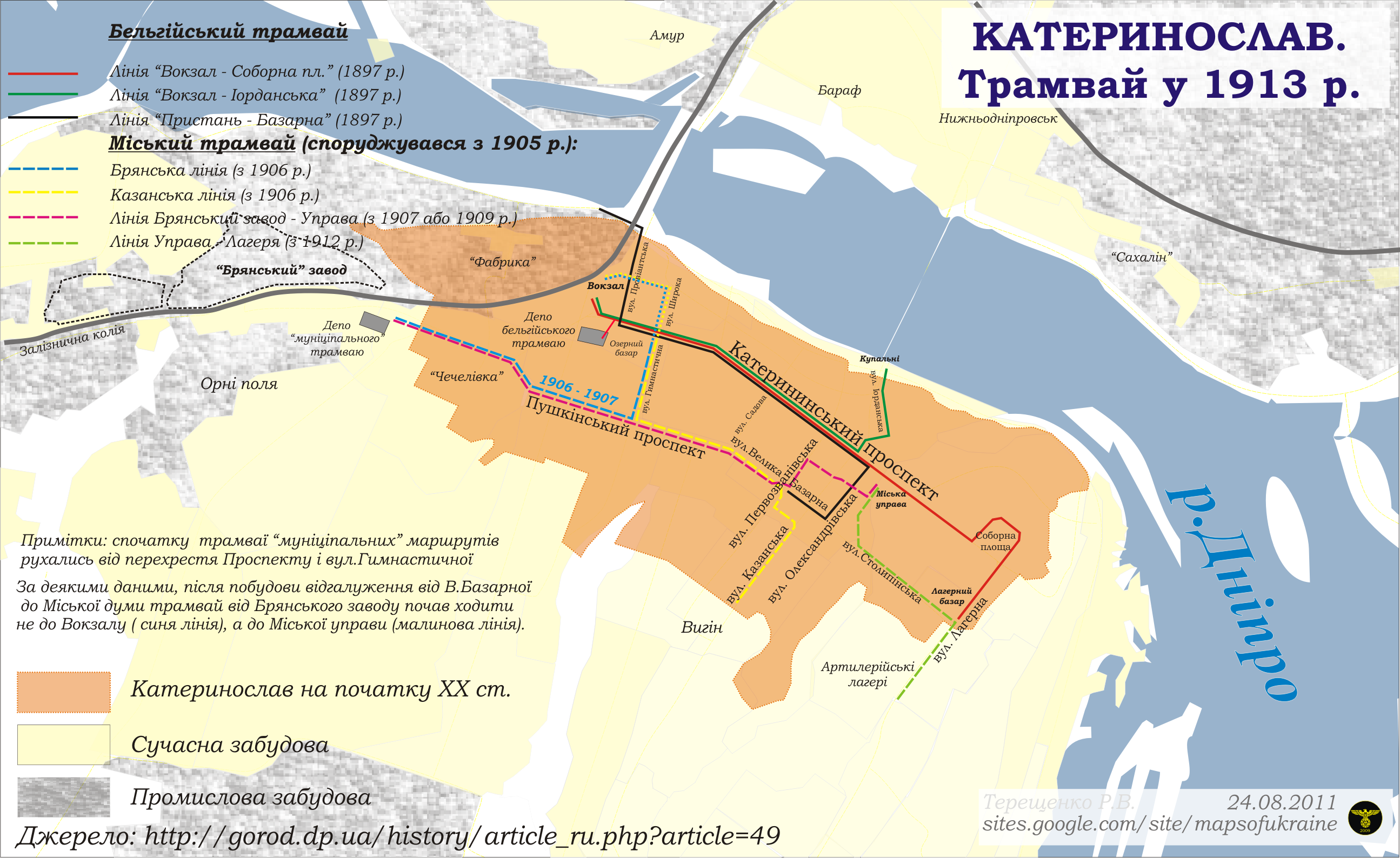
Schemat sieci tramwajowej w 1913

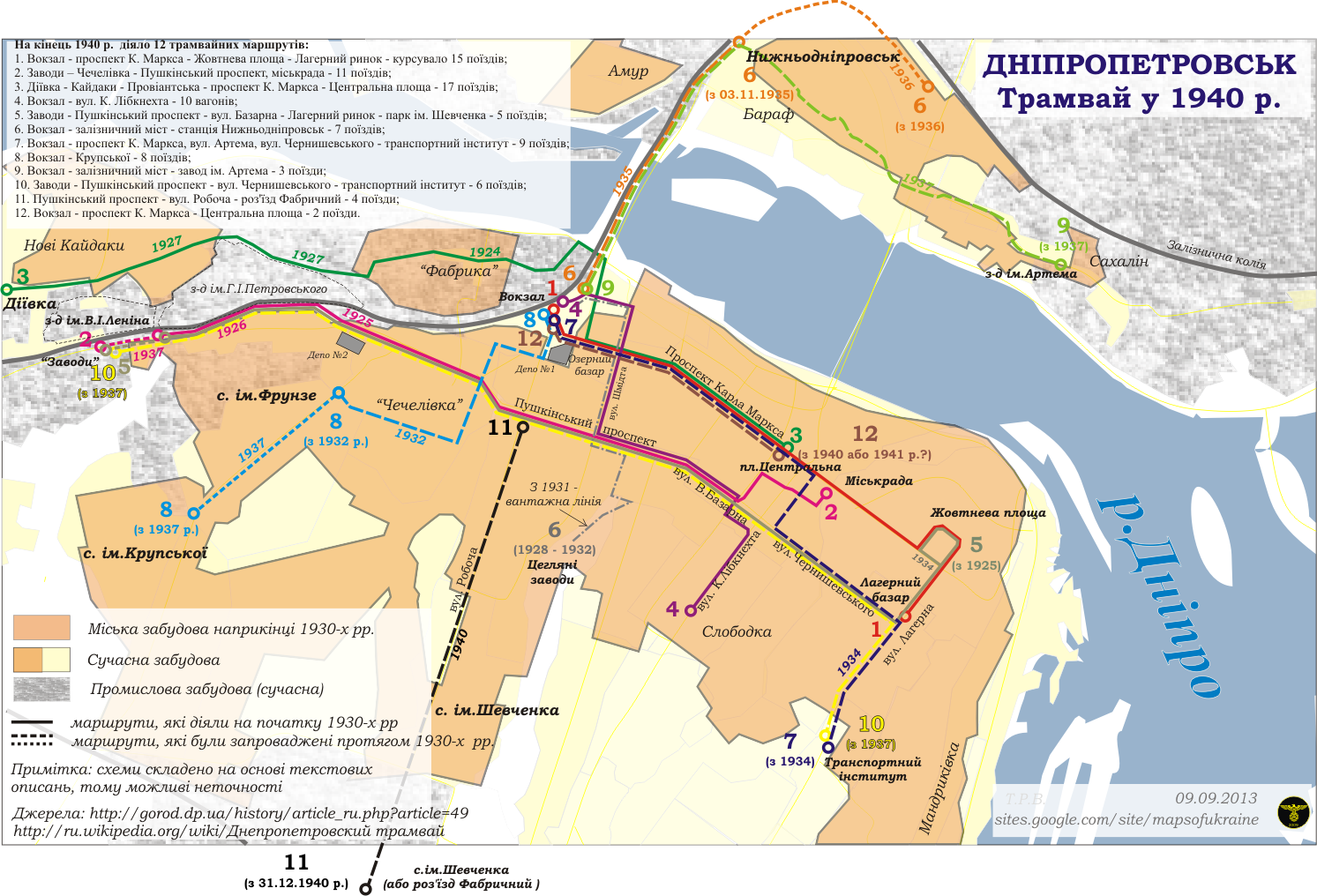
Schemat sieci tramwajowej w 1940

Tramwaje w Dnieprze – system komunikacji tramwajowej w ukraińskim mieście Dniepr.

## Historia

### 1897−1909
Pierwsze przygotowania do budowy tramwajów w Dnieprze rozpoczęto w styczniu 1895 r. W czerwcu podpisano umowę na budowę sieci tramwajowej w mieście. Budowę pierwszej linii rozpoczęto wiosną 1896 r. Równocześnie do budowy linii tramwajowej wznoszono elektrownię, która miała dostarczać prąd tramwajom, bowiem tramwaje miały być elektryczne. Linię wybudowała belgijska spółka Tramways electriques d’Ekaterinoslaw. Pierwszą linię tramwajową na trasie Wokzał – Sobornaja (Oktiabrʹskaja) uruchomiono 26 czerwca 1897. W tym samym roku uruchomiono kolejne dwie linie:
- Prystań – Bazarna
- Wokzał – Jordanśka

Łącznie do obsługi sieci posiadano 26 wagonów z czego na linie codziennie wyjeżdżało 21 wagonów. Wagony były pomalowane na zielono. Do końca roku przewieziono 2 mln pasażerów. W 1902 rozpoczęto przygotowania do budowy sieci tramwajów zarządzanych przez miasto. Drugą sieć tramwajową wybudowało miasto i uruchomiło 21 kwietnia 1906. Początkowo sieć miejska miała dwie trasy: Dom Bote – Brianskyj zawod, Dom Bote – Kazanskaja (Karła Łybknechta). Do obsługi linii tramwajów miejskich posiadano 10 wagonów, które były pomalowane na czerwono. Obie sieci były wąskotorowe (1000 mm). W 1909 w Dnieprze było 30 wagonów silnikowych i 6 doczepnych, które kursowały po sieci o długości 17 km. W tym samym roku otwarto linię z miśkoji Uprawy do Brianśkoho zawodu.

### 1910−1931
W 1910 zbudowano linię do parku miejskiego. Nowa trasa miała ponad 1 km długości. Obie sieci zostały połączone w 1918. Kursowanie tramwajów w mieście zawieszono w październiku 1919, a wznowiono we wrześniu 1921. W 1923 w mieście było 97 wagonów silnikowych. W 1924 wybudowano linię do fabryki imienia Petrowśkoho. W tym samym roku w mieście było 97 wagonów silnikowych i 45 doczepnych. W 1925 w mieście było 42,4 km tras tramwajowych z czego w dobrym stanie technicznym było 32,4 km tras, po których kursowały 63 tramwaje ze 142 posiadanych. W 1925 oddano do eksploatacji trasę: Wykonkomiwśka – Łaherna. W 1926 rozebrano linię Komunhosp – wułyca Bazarnoja o długości 1,2 km. W 1927 zbudowano 7,5 km trasę do wsi Kajdaky. W 1930 w mieście było 62,6 km tras tramwajowych oraz zakupiono 5 nowych wagonów.

### 1932−1940
W 1932 rozpoczęto przebudowę wąskotorowej sieci na szerokotorową (1524 mm). Pierwszy odcinek o długości 6 km oddano do eksploatacji 6 listopada 1932. Była to trasa linii nr 8 z dworca kolejowego do wsi Frunze. W 1932 zakupiono 33 wagony silnikowe, 20 wagonów doczepnych i 12 wagonów towarowych. Także w tym roku rozpoczęto budowę zajezdni na 40 tramwajów. W 1933 otrzymano 35 tramwajów wyprodukowanych przez zakład Mytyszczynśkoho. W 1934 przekuto tory na czterech liniach:
- 1: Dworzec kolejowy – rynek Łahernoho
- 2: do fabryki im. Lenina
- 4: Dworzec kolejowy – ulica Karła Libknechta
- 7: do Instytutu Transportu

W 1934 na liniach kursowało 144 wagonów. W 1935 zbudowano pierwszy 3 km odcinek do osiedla Amur po drugiej stronie Dniepru. Liczba wagonów w 1935 wzrosła do 196. W 1936 otwarto ostatnią drugą część linii o długości 7 km do osiedla Amur. W 1937 wybudowano 12 km nowych tras:
- 8: do wsi Krupśkoji
- 2: do zakładu DZMU

W 1939 w mieście było 95,7 km tras po których kursowały 182 tramwaje. W 1940 przewieziono 140 mln pasażerów. Pod koniec roku w mieście było 12 linii tramwajowych:
| Linia | Trasa                                                                                    | Liczba wagonów obsługujących linię |
| ----- | ---------------------------------------------------------------------------------------- | ---------------------------------- |
| 1     | Wokzał – prospekt K. Marksa – Żowtnewa płoszcza – Łahernyj rynokszcza                    | 15                                 |
| 2     | Zawody – Czeczeliwka – Puszkinśkyj prospekt – Miśkrada                                   | 11                                 |
| 3     | Dijiwka – Kajdaky – Prowiantśka – prospekt K. Marksa – Centralna płoszcza                | 17                                 |
| 4     | Wokzał – wuł. K. Libknechta                                                              | 10                                 |
| 5     | Zzawody – Puszkinśkyj prospekt – wuł. Bazarna – Łahernyj rynok – Park im. Szewczenka     | 5                                  |
| 6     | Wokzał – zaliznycznyj mist – Stancija Nyżńiodniprowśk                                    | 7                                  |
| 7     | Wokzał – prospekt K. Marksa – wuł. Artema – wuł. Czernyszewśkoho – Transportnyj instytut | 9                                  |
| 8     | Wokzał – Krupśkoji                                                                       | 8                                  |
| 9     | Wokzał – zaliznycznyj mist – zawod im. Artema                                            | 3                                  |
| 10    | Zawody – Puszkinśkyj prospekt – wuł. Czernyszewśkoho – Transportnyj instytut             | 6                                  |
| 11    | Puszkinśkyj prospekt – wuł. Robocza – Rozjizd Fabrycznyj                                 | 4                                  |
| 12    | DEWZ – ż/m «Liwobereżnyj-3»                                                              | 2                                  |

### 1941−1945
20 sierpnia 1941 wstrzymano kursowanie tramwajów w mieście w związku ze zbliżającym się frontem. W 1942 wznowiono kursowanie tramwajów na liniach 1, 4, 7 i 8. Częściowo sieć trakcyjną zdemontowano na liniach 11, 6 i 9. Wiosną 1943 uruchomiono linie nr 3 i 5. W czasie walk o miasto zniszczeniu uległo 20 km tras tramwajowych. Po zakończeniu walk pierwszą linię uruchomiono 12 listopada 1943. W listopadzie i grudniu wyremontowano trasy linii 2, 4, 7, 8 i 10. W tym czasie naprawiono również 19 wagonów silnikowych i 22 doczepnych. 1 marca 1944 uruchomiono linię nr 2 na trasie: Zawody – Pusz-kinśkyj prospekt – Miśkrada, a 21 maja uruchomiono linię nr 4 na trasie: Dyspetczerśka – wuł. K. Ljibknechta. 14 października 1944 wznowiono kursowanie linii nr 6 na trasie od zaliznycznoho mostu do rajrady AND. W 1944 naprawiono 40 wagonów silnikowych, 28 wagonów doczepnych oraz 60 km torów tramwajowych, trzy podstacje trakcyjne oraz zajezdnię tramwajową nr 2. W lipcu 1945 wznowiono kursowanie wąskotorowych tramwajów na linii nr 7. Ze 185 posiadanych tramwajów wyremontowano 88.

### 1946−1956
W 1947 na terenie zajezdni nr 1, która po wojnie nie została wówczas odbudowana urządzono zajezdnię trolejbusową. W 1946 po mieście kursowało 50 wagonów, a dwa lata później kursowały 72 tramwaje. W 1948 rozpoczęto odbudowę zajezdni tramwajowej nr 1, którą zakończono w 1949. W tym samym roku uruchomiono linie nr 6 i 9. 1 września zmieniono nazwę przedsiębiorstwa z Uprawlinnia tramwaja na Dnipropetrowśke tramwajno-trołejbusne uprawlinnia. W 1950 w eksploatacji znajdowało się 115 tramwajów. W 1952 do miasta dostarczono 25 tramwajów. W tym roku przewieziono ponad 103 mln pasażerów. W 1953 dostarczono 6 nowych wagonów. W eksploatacji w 1954 było 239 tramwajów. W 1954 rozpoczęto remont trasy linii nr 9 na który przeznaczono 150 000 rubli. W 1954 dostarczono 9 nowych tramwajów. W 1955 na linie wyjeżdżało 205 tramwajów, które kursowały po liniach o długości 113 km. W 1956 dostarczono do miasta 16 wagonów tramwajowych wówczas w mieście było 255 tramwajów.

### 1957−1966

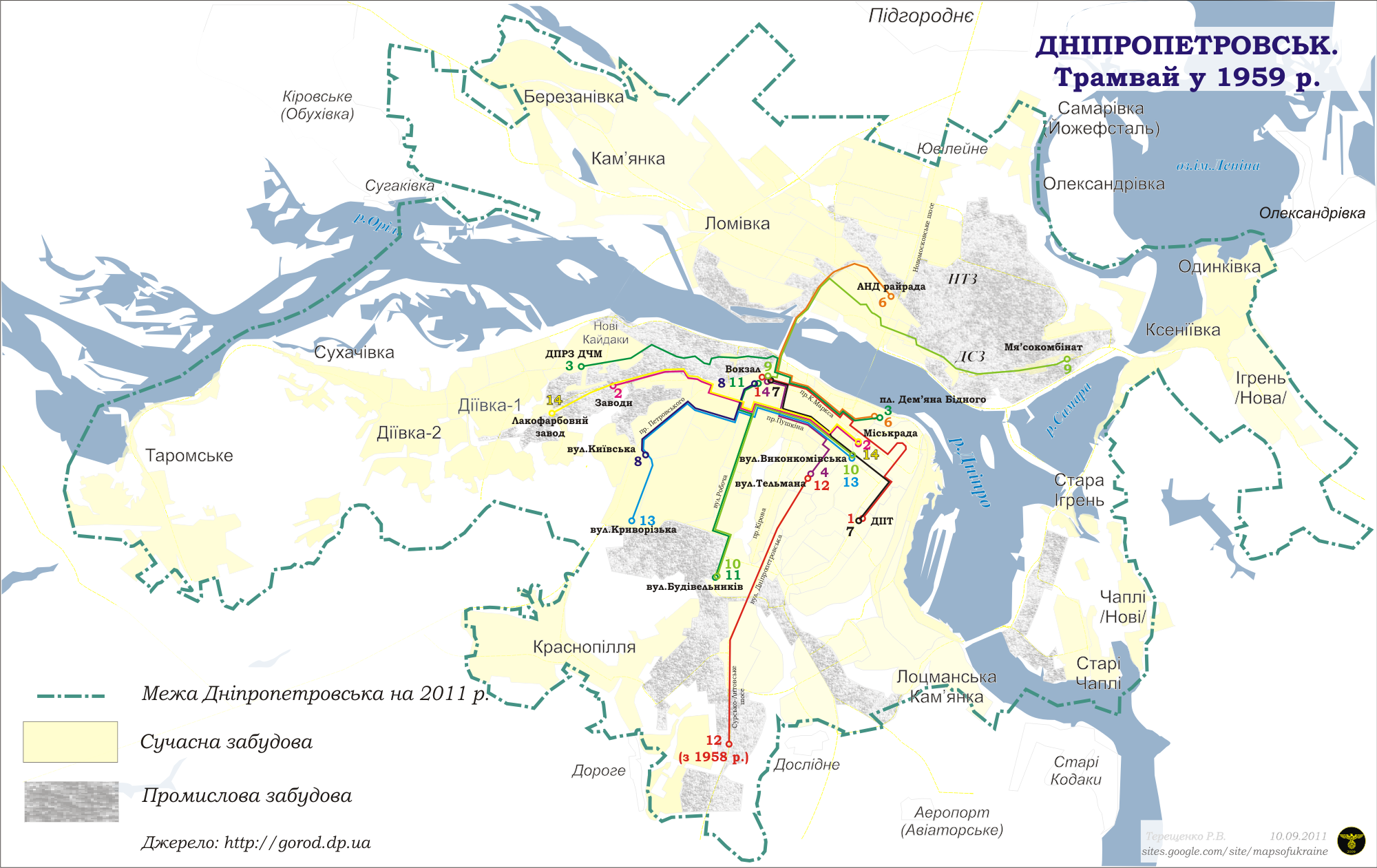
Schemat sieci tramwajowej w 1959

W 1957 zakończono remont trasy AND rajon – płoszcza D. Bednoho, po której kursowała linia nr 6. Także w tym roku zlecono budowę 4 km trasy tramwajowej od DZMU do Łakofarbowoho zawodu. W 1958 uruchomiono linię nr 12, która miała ponad 16 km długości. Do eksploatacji oddano 6 podstacji trakcyjnych i 15 nowych tramwajów. Pod koniec roku w mieście było 99 tramwajów. W 1959 w Dnieprze zbudowano 6 tramwajów oraz zakupiono 16 nowych. W 1960 na linie wyjeżdżało 338 wagonów. W 1961 linię nr 6 skierowano na trasę: AND – płoszcza M. Ostrowśkoho. W 1961 rozbudowano zajezdnię nr 2, dzięki czemu mogła pomieścić o 30 tramwajów więcej. Także w tym roku z NRD otrzymano 22 nowe tramwaje, a z Czechosłowacji 1. W 1962 otrzymano 20 tramwajów z NRD. W 1963 na linie wyjeżdżało 346 tramwajów. W 1963 do Dniepru dostarczono 18 tramwajów KTM/KTP-2. Długość linii tramwajowych osiągnęła długość 142,6 km. W 1964 rozpoczęto budowę zajezdni tramwajowej nr 3. W tym roku otrzymano 24 wagonów tramwajowych. Stan taboru w 1964 liczył 460 tramwajów. W 1965 otrzymano 48 nowych tramwajów. W 1966 średnio na linie wyjeżdżało 366 tramwajów. W 1966 otrzymano 34 tramwajów.

### 1967−1981

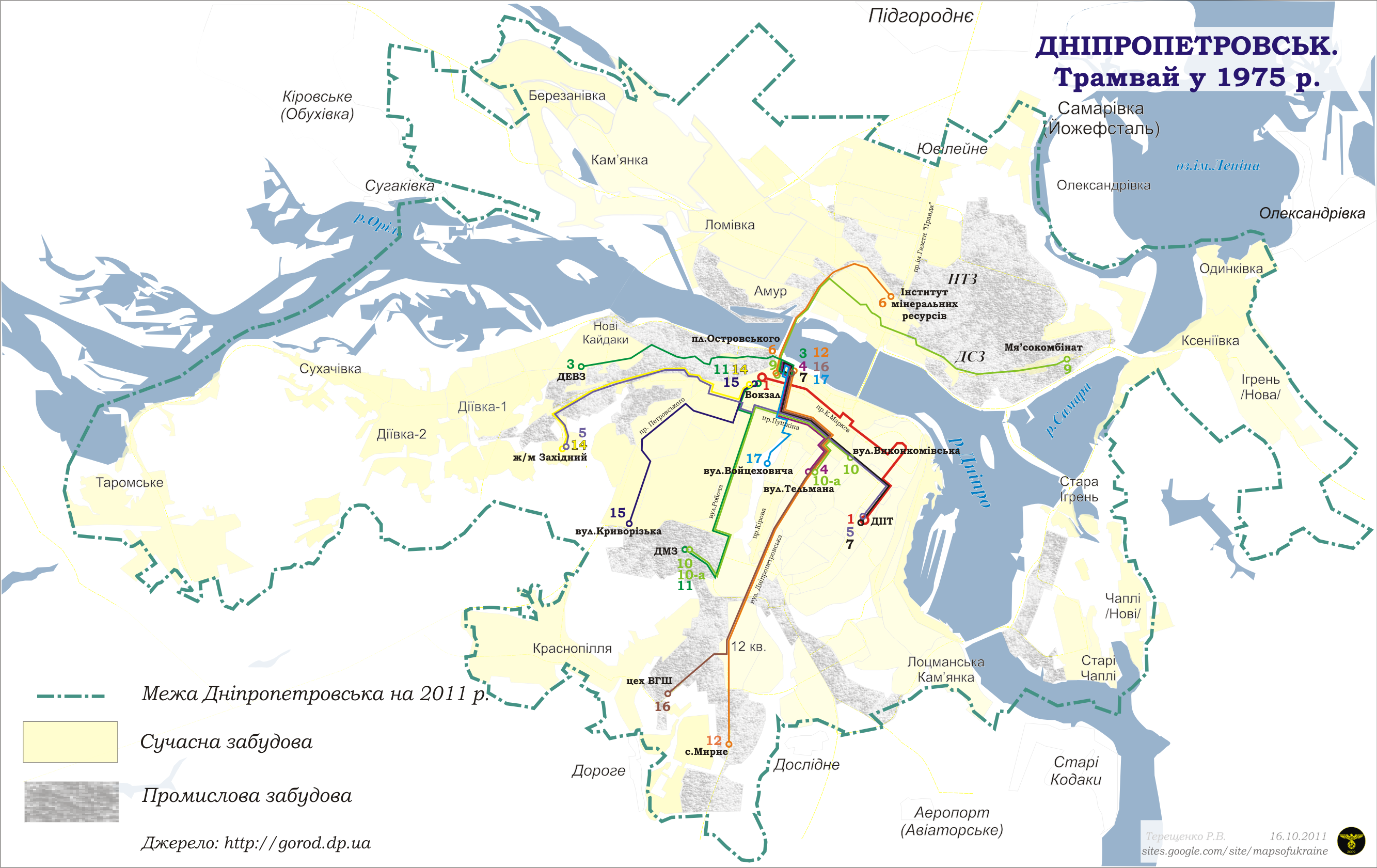
Schemat sieci tramwajowej w Dniprze w 1975

W 1967 do Dniepru dotarły 62 tramwaje. 4 sierpnia otwarto zajezdnię tramwajową nr 3. W 1968 do miasta dotarło 96 nowych tramwajów. Rok później w 1969 otrzymano 40 tramwajów. W 1970 otrzymano 50 nowych wagonów:
- 35 tramwajów typu Tatra T3
- 20 tramwajów typu KTM-5

Także w tym roku uruchomiono linię nr 14. W 1970 zakończono wymianę w podstacjach trakcyjnych prostowników rtęciowych na krzemowe. W 1971 otrzymano 32 tramwaje wyprodukowane w Czechosłowacji. Także w tym roku wyremontowano trasę tramwajową w wuł. Roboczij. Na linie w 1971 wyjeżdżało 342 tramwaje. Rok później w 1972 otrzymano 20 nowych wagonów. W 1973 wyremontowano trasę tramwajową w prospekcie im. Petrowśkoho oraz otrzymano 27 tramwajów Tatra T3. W 1975 wyremontowano 5,4 km tras tramwajowych oraz otrzymano 10 tramwajów. Rok później w 1976 wyremontowano 12 km tras tramwajowych i otrzymano 18 tramwajów typu KTM-5 i kilka wagonów T3. W 1977 otrzymano 16 nowych wagonów. W 1978 wyremontowano 8,7 km tras tramwajowych oraz otrzymano 10 tramwajów KTM-5 i 20 wagonów Tatra T3. W 1979 dostarczono do miasta:
- 20 wagonów Tatra T3
- 10 wagonów KTM-5

W 1980 linie tramwajowe osiągnęły długość 157,6 km, a w zajezdniach znajdowało się 477 tramwajów. W 1981 w przedsiębiorstwie obsługującym komunikację tramwajową i trolejbusową pracowało 5072 pracowników ze średnim wynagrodzeniem wynoszącym 157 rubli. W tym roku otrzymano 25 nowych tramwajów.

### Po 1982
W 1982 wyremontowano trasę tramwajową w prospekcie Swobody oraz otrzymano 20 tramwajów T3 i 10 wagonów KTM. W 1983 do miasta dotarło 25 nowych tramwajów, a w 1984 24. Łącznie w 1984 w mieście było 456 tramwajów w tym:
- 14 pługów odśnieżnych
- 8 szkoleniowych
- 14 wagonów towarowych
- 2 wagony polewaczki

W 1985 do Dniepru dostarczono 35 nowych tramwajów oraz wyremontowano 5,6 km tras tramwajowych. W 1986 do miasta dotarło 30 nowych tramwajów. W następnym roku w 1987 otrzymano 42 nowe tramwaje. W 1988 otrzymano 13 tramwajów liniowych i pług wirnikowy oraz wyremontowano 10 km tras tramwajowych. W 1989 wyremontowano 16,6 km tras tramwajowych oraz otrzymano 9 nowych tramwajów liniowych, a także 3 wagony służbowe. W 1990 otrzymano 13 nowych tramwajów. Rok później w 1991 otrzymano 24 tramwajów typu KTM-5. W 1992 z powodu szybko rosnącej inflacji wzrastały także pensje pracowników. Na początku 1992 wynagrodzenie motorniczego wynosiło 1170 rubli, a na koniec roku wynosiło już 14 840 rubli. W 1993 otrzymano dwa tramwaje techniczne. W 1994 w mieście było 400 tramwajów z czego na 15 linii o łącznej długości 158 km codziennie wyjeżdżało około 237 wagonów. W 1994 otrzymano 6 nowych tramwajów. W 1995 wprowadzono do eksploatacji 10 tramwajów KTM-8KM. W 1996 uruchomiono nową linię tramwajową na trasie: zaliznycznyj wokzał – wuł. Szmidta – pr. Puszkina – wuł. Czernyszewśkoho – uniwersytet zaliznycznoho transportu.

## Linie
Stan z 28 grudnia 2019 r.
| Linia | Trasa |
| ----- | --- |
| 1     | Wokzał ↔ Transportnyj uniwersytet prosp. Dmytra Jawornyćkoho – wuł. Centralna – prosp. Dmytra Jawornyćkoho – pł. Soborna – prosp. Haharina – wuł. Sewastopolśka |
| 5     | ż/m «Zachidnyj» ↔ Transportnyj uniwersytet wuł. Hałyćkoho – wuł. Majakowśkoho – prosp. Nihojana – wuł. Szuchewycza – wuł. Łewanewśkoho – wuł. Antonowycza – Robocza wuł. – prosp. Puszkina – wuł. Swiatosława Chorobroho – wuł. Czernyszewśkoho – wuł. Sewastopolśka |
| 6     | Płoszcza Staromostowa ↔ Instytut mineralnych resursiw Amurśkyj mist – wuł. Karuny – wuł. Bażowa |
| 7     | Płoszcza Staromostowa ↔ Transportnyj uniwersytet wuł. Kniahyni Olhy – wuł. Szmidta – prosp. Puszkina – wuł. Swiatosława Chorobroho – wuł. Czernyszewśkoho |
| 9     | Płoszcza Staromostowa ↔ Mjasokombinat Amurśkyj mist – wuł. Karuny – wuł. Tramwajna – wuł. Rostowśka – wuł. Lubarśkoho – wuł. Berdianśka – wuł. Lubarśkoho – wuł. Mołodohwardijśka                                                                                    |
| 11    | Wokzał ↔ DMZ wuł. Kurczatowa – wuł. Łewanewśkoho – wuł. Antonowycza – Robocza wuł. – wuł. Kryworiźka – wuł. Makarowa – wuł. Pryzawodśka – wuł. Budiwelnykiw |
| 12    | Płoszcza Staromostowa ↔ Zawod metałowyrobiw wuł. Wokzalna – wuł. Kniahyni Olhy – wuł. Szmidta – prosp. Puszkina – wuł. Swiatosława Chorobroho – wuł. Korołenka – wuł. Borodynśka – wuł. Hruszewśkoho – prosp. Chmelnyćkoho                                           |
| 14    | Wokzał ↔ ż/m «Zachidnyj» wuł. Kurczatowa – wuł. Łewanewśkoho – wuł. Szuchewycza – prosp. Nihojana – wuł. Majakowśkoho – wuł. Hałyćkoho |
| 15    | Wokzał ↔ wuł. Kryworiźka wuł. Kurczatowa – wuł. Łewanewśkoho – wuł. Homelśka – prosp. Mazepy – prosp. Metałurhiw |
| 16    | Wułycia Ihoria Sikorśkoho ↔ Zawod «Dniproszyna» prosp. Chmelnyćkoho – wuł. Krotowa |
| 17    | Płoszcza Staromostowa ↔ DTWRZ wuł. Wokzalna – wuł. Kniahyni Olhy – wuł. Szmidta – prosp. Puszkina – wuł. Sawczenka – wuł. Rudenka |
| 18    | DEWZ ↔ ż/m «Liwobereżnyj-3» prosp. Swobody – wuł. Kajdaćkyj Szlach – Kajdaćkyj mist – Donećke szose – prosp. Myru |
| 19    | Płoszcza Staromostowa ↔ ż/m «Liwobereżnyj-3» wuł. Wokzalna – wuł. Kniahyni Olhy – wuł. Akademika Bełelubśkoho – prosp. Swobody – wuł. Kajdaćkyj Szlach – Kajdaćkyj mist – Donećke szose – prosp. Myru                                                                |
| 1E    | Wokzał ↔ CUM (wuł. Centralna) prosp. Dmytra Jawornyćkoho |

Linia turystyczna 1E kursuje od maja do września i jest obsługiwana zabytkowym taborem.

## Tabor
W Dnieprze podstawowym typem tramwaju jest Tatra T3 w kilku odmianach. Tramwaje KTM-5 są w liczbie 17 sztuk. W 2003 i 2004 sprowadzono z niemieckiego Schwerinu łącznie 28 wagonów Tatra T3DC1 (wagony silnikowe) i T3DC2 (wagony doczepne). Najnowszymi tramwajami są dostarczone w styczniu i lutym 2011 tramwaje Tatra T4D-MT z Drezna oraz T4DM z Magdeburga w liczbie odpowiednio 29 i 10 sztuk oraz 9 TB4D z Drezna. Na początku 2013 dostarczono z Berlina 30 wagonów Tatra T6A2.
Stan z 28 grudnia 2019 r.
| Zdjęcie        | Typ            | Eksploatacja od | Liczba |
| -------------- | -------------- | --------------- | ------ |
|                | Tatra T3SU     | 1976            | 71     |
|                | Tatra T3R.P    | 2003            | 6      |
|                | Tatra T3DC1    | 2003            | 11     |
|                | Tatra T3DC2    | 2003            | 11     |
|                | Tatra T4DM     | 2011            | 10     |
|                | Tatra T4DMT    | 2011            | 27     |
|                | Tatra T4DM1    | 2019            | 14     |
|                | Tatra T4DM2    | 2019            | 1      |
|                | Tatra TB4D     | 2011            | 8      |
|                | Tatra T6A2D    | 2013            | 30     |
|                | Tatra-Jug T6B5 | 1996            | 12     |
|                | KTM-5A         | 1990            | 2      |
|                | KTM-5M3        | 1979            | 5      |
|                | KTM-8K         | 1991            | 5      |
|                | KTM-8KM        | 1995            | 21     |
| Łączna liczba: | Łączna liczba: | Łączna liczba:  | 234    |